# ハインリヒ・フォン・アンゲリ
ハインリヒ・フォン・アンゲリ（Heinrich Anton von Angeli、1840年7月8日 - 1925年10月21日）はオーストリアの肖像画家である。

## 略歴
オーストリア＝ハンガリー帝国のÖdenburg（現在はハンガリーのショプロン）に生まれた。ウィーン美術アカデミーで学んだ後、1856年にデュッセルドルフに移り、デュッセルドルフ美術アカデミーでクリスティアン・ケーラーやハインリヒ・ミュッケに学び、1857年から1859年の間、エマヌエル・ロイツェの個人教授も受けた。デュッセルドルフの美術家協会、「Malkasten」の会員になった。1858年は少しの間ミュンヘン美術院でカール・フォン・ピロティの指導も受けた。ミュンヘンに滞在していた間にバイエルン王ルートヴィヒ1世から注文を受けた。
1862年にウィーンに戻り、歴史画家、肖像画家として成功を収め、各国の王族の肖像画を描いた。後援者中にはドイツ皇后ヴィクトリアやその母親のイギリスのヴィクトリア女王がいて、皇后ヴィクトリアには絵を教え、何枚かの肖像画を描いた。1880年にはドイツ皇帝ヴィルヘルム2世の妻になるアウグステ・ヴィクトリアの肖像画を描いた。
1894年にウィーンの街の通りの名「Angeligasse」がアンゲリに因んで命名された。

## 作品

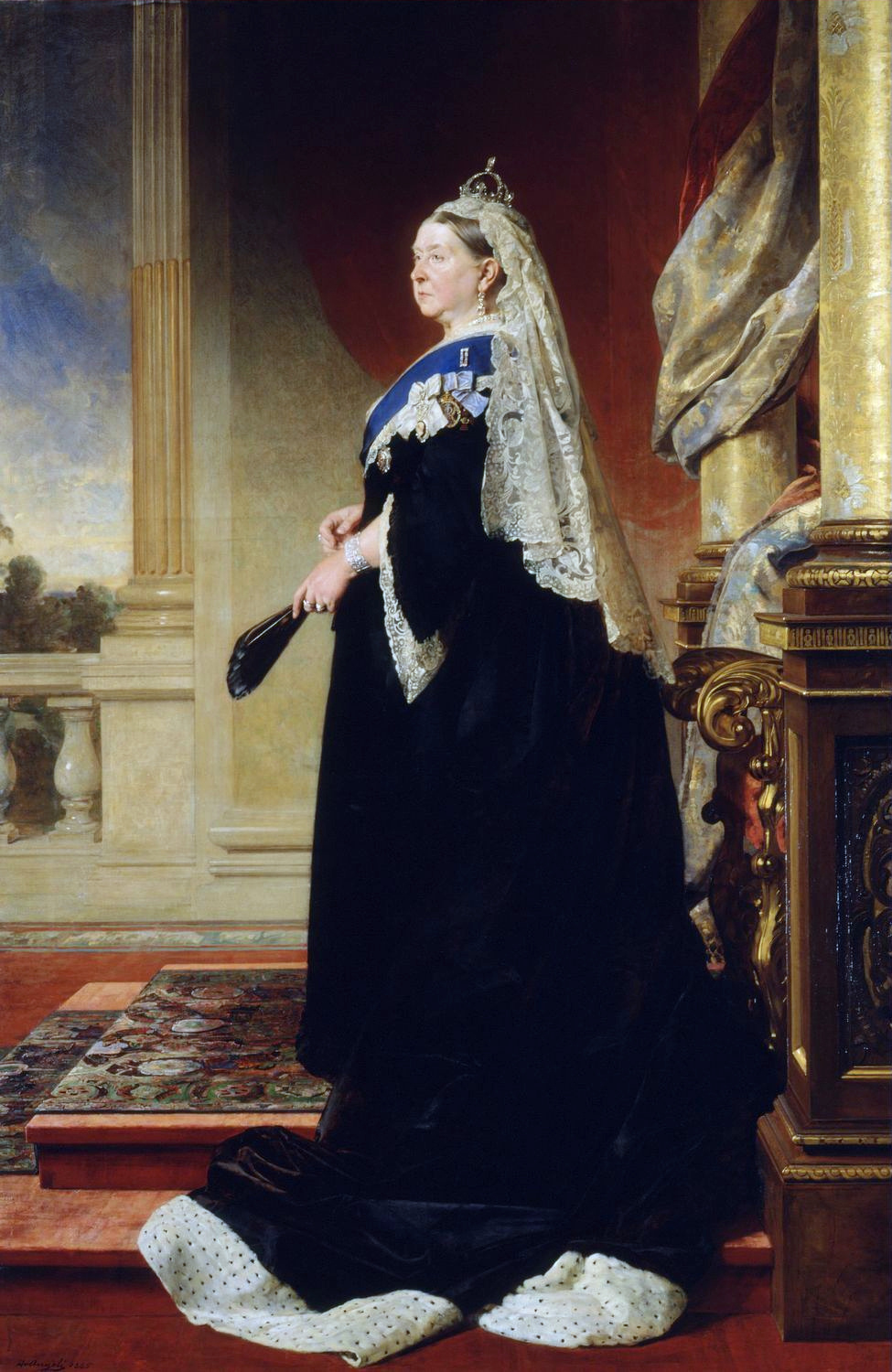
ヴィクトリア女王(1855)
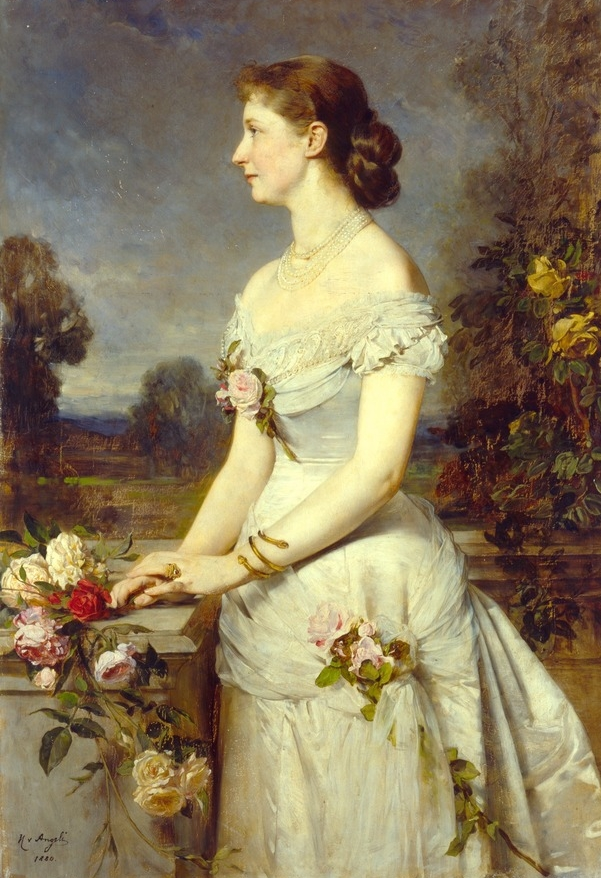
アウグステ・ヴィクトリア(1880)
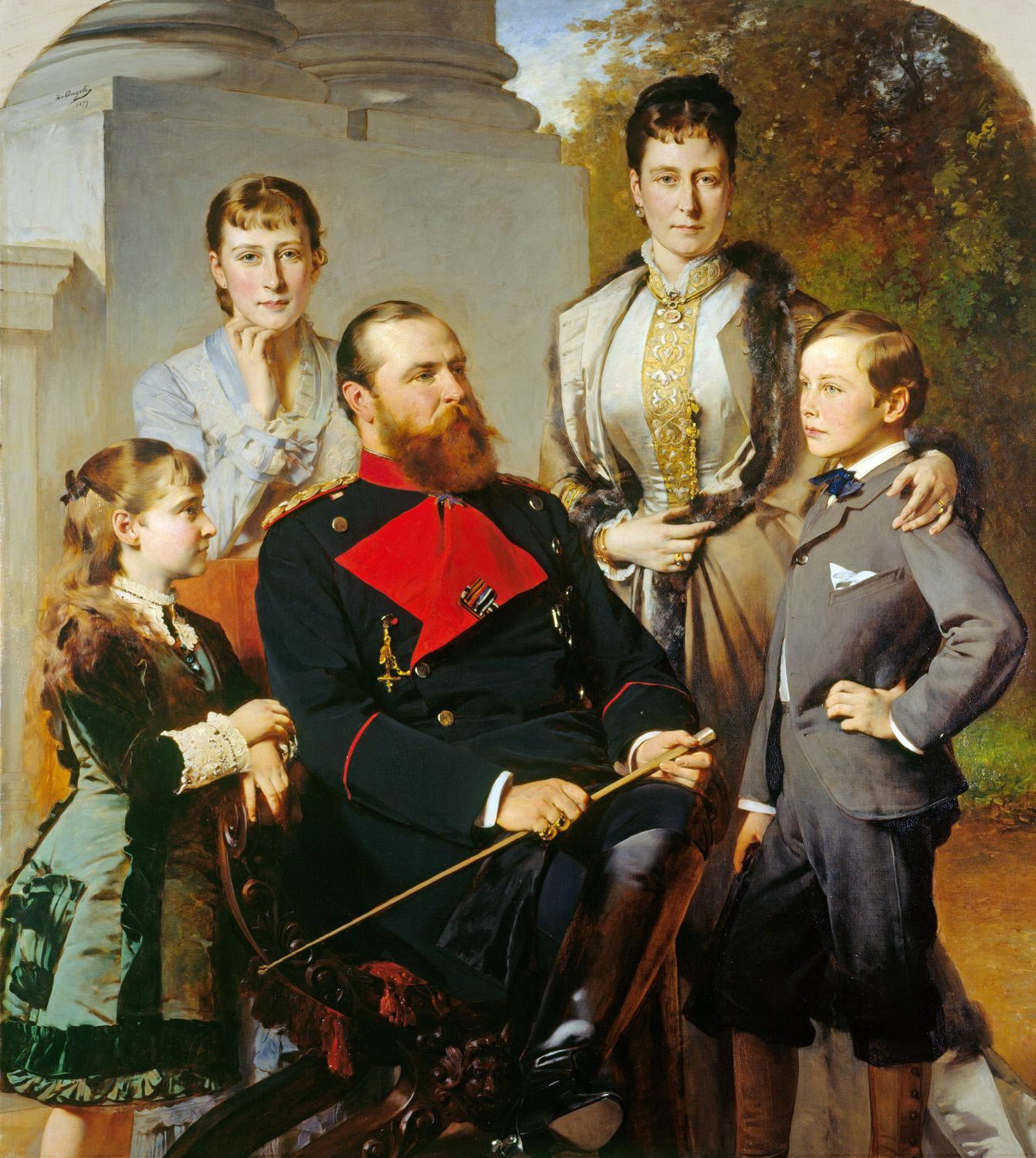
ヘッセン大公の一家
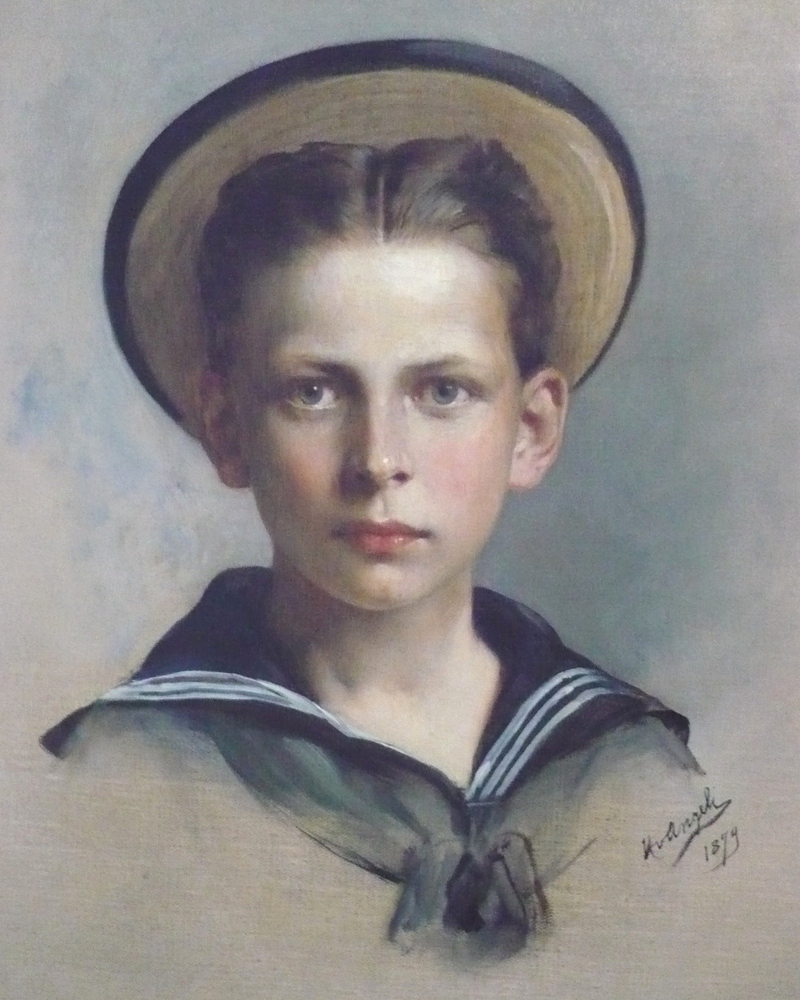
ヴァルデマール・フォン・プロイセン(1879)
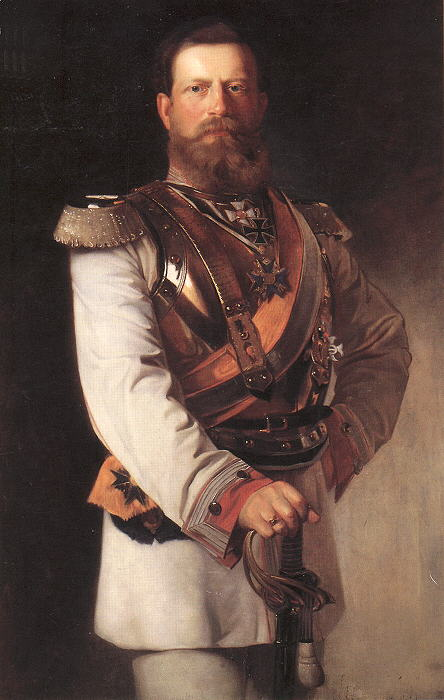
フリードリヒ3世 (ドイツ皇帝)
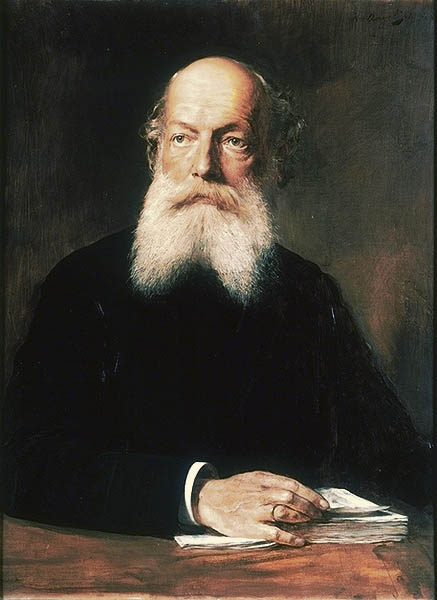
アウグスト・ケクレ
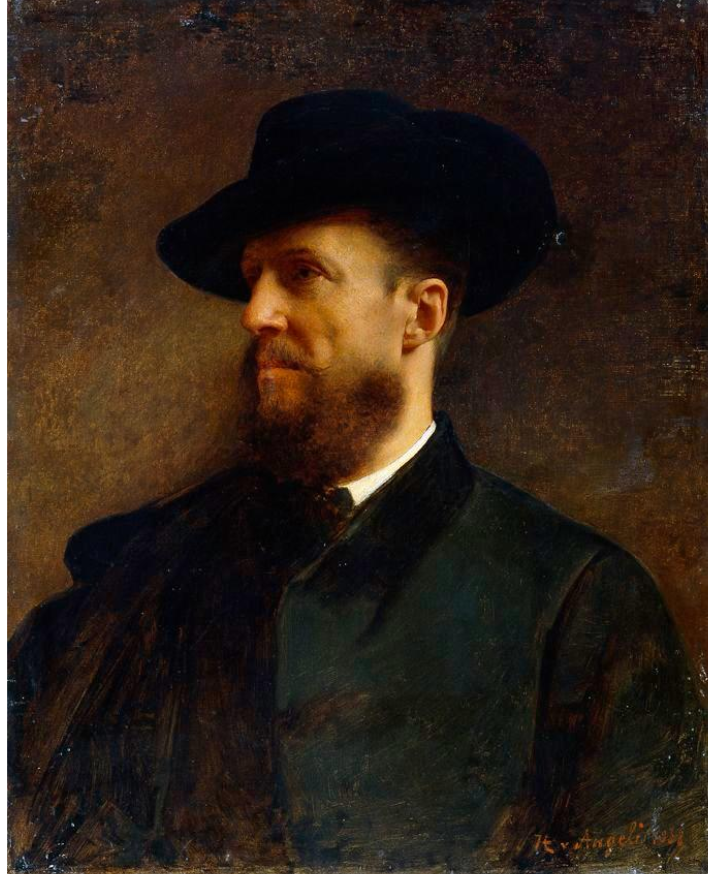
マドリード公
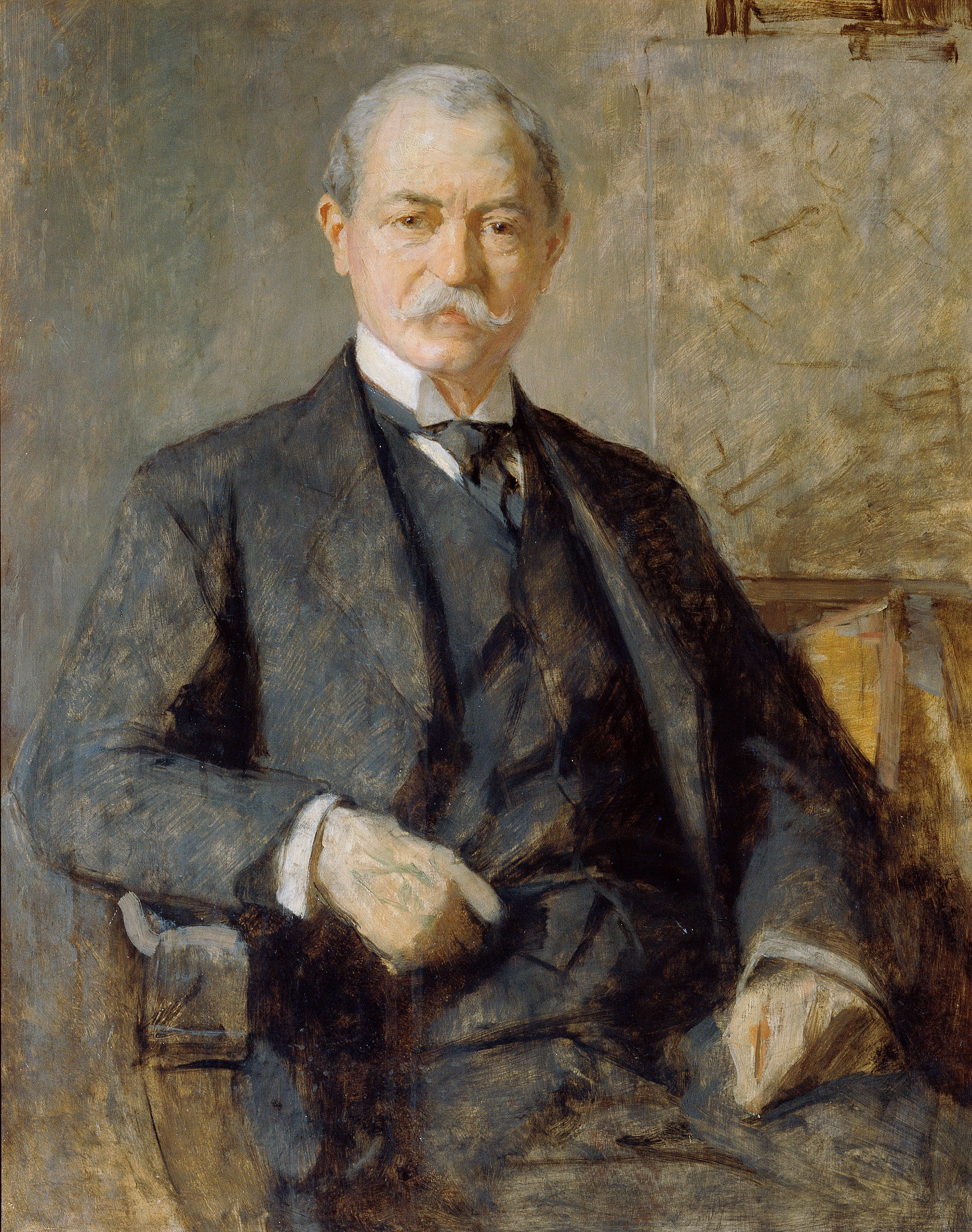
自画像